# Harpalus servus
Harpalus servus es una especie de escarabajo del género Harpalus, familia Carabidae. Fue descrita científicamente por Duftschmid en 1812.
Habita en Gran Bretaña, Dinamarca, Suecia, Francia, Bélgica, Países Bajos, Alemania, Austria, Chequia, Eslovaquia, Hungría, Polonia, Letonia, Lituania, Bielorrusia, Ucrania, Italia, Eslovenia, Bulgaria, Rumania, Kazajistán y Rusia.